# Aisha (filme)
Aisha é um filme indiano de 2010, do gênero comédia romântica, dirigido por Rajshree Ojha. É inspirado no livro Emma, da escritora inglesa Jane Austen.

## Elenco
- Masood Akhtar ...  Sant Ram
- Arunav C. ...  Bunty Kumar
- Abhay Deol ...  Arjun Burman
- Ira Dubey ...  Pinky Bose
- Lisa Haydon ...  Aarti Menon
- Sonam Kapoor ...  Aisha Kapoor (como Sonam A. Kapoor)
- Jasmeet Kaur ...  Gurpreet / Mandeep Kaur
- Rajan Kavrata ...  Lodge Manager
- Vinu Kriplani ...  Art gallery owner
- Master Krushal ...  Anushka K. Burman
- Santosh Kumar ...  Singer in Rishikesh
- Sameer Malhotra ...  Karan Burman
- Vidushi Mehra ...  Aaliya Kapoor / Aaliya K. Burman
- Anuradha Patel ...  Chitra Kanwar Singh (como Anooradha Patel)
- Amrita Puri ...  Shefali Thakur
- M.K. Raina ...  Mr. Kapoor
- Kunal Rawal ...  Gulshan Gambhir
- Roselina ...  Enfermeira
- Raja Saheb
- Cyrus Sahukar ...  Randhir Gambhir
- Vinod Sharma
- Arunoday Singh ...  Dhruv Singh
- Yuri Suri ...  Raghuvendra Singh (como Yuri)
- Anand Tiwari ...  Saurabh Lamba